# Pachnoda watulegei
Pachnoda watulegei är en skalbaggsart som beskrevs av Rigout 1981. Pachnoda watulegei ingår i släktet Pachnoda och familjen Cetoniidae. Inga underarter finns listade i Catalogue of Life.